# Selmar Werner
Selmar Werner (* 12. Dezember 1864 in Thiemendorf bei Jena; † 19. August 1953 in Graupa) war ein deutscher Bildhauer, Maler, Grafiker und Medailleur.

## Leben und Werk

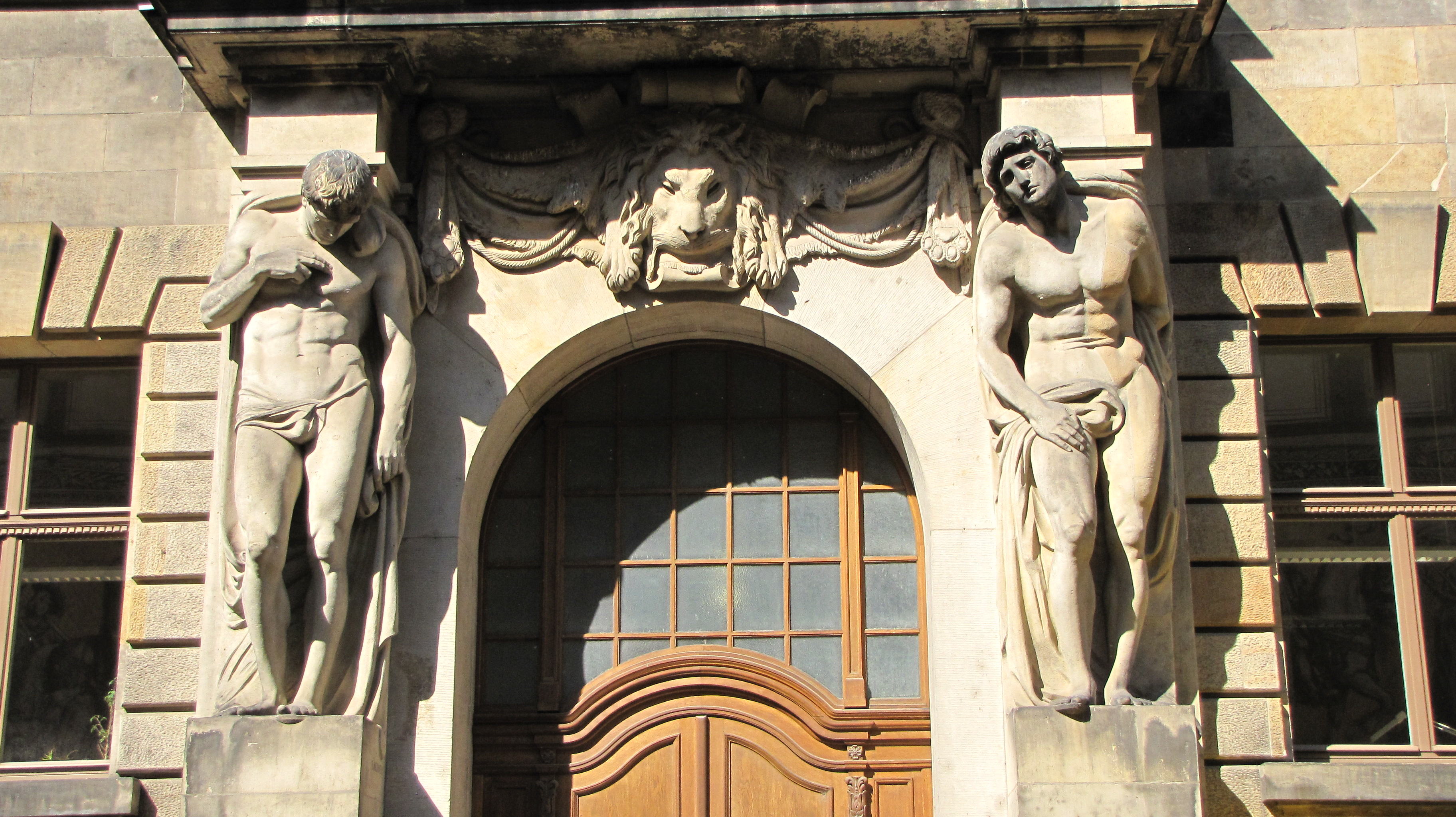
Figuren am Ständehaus in Dresden

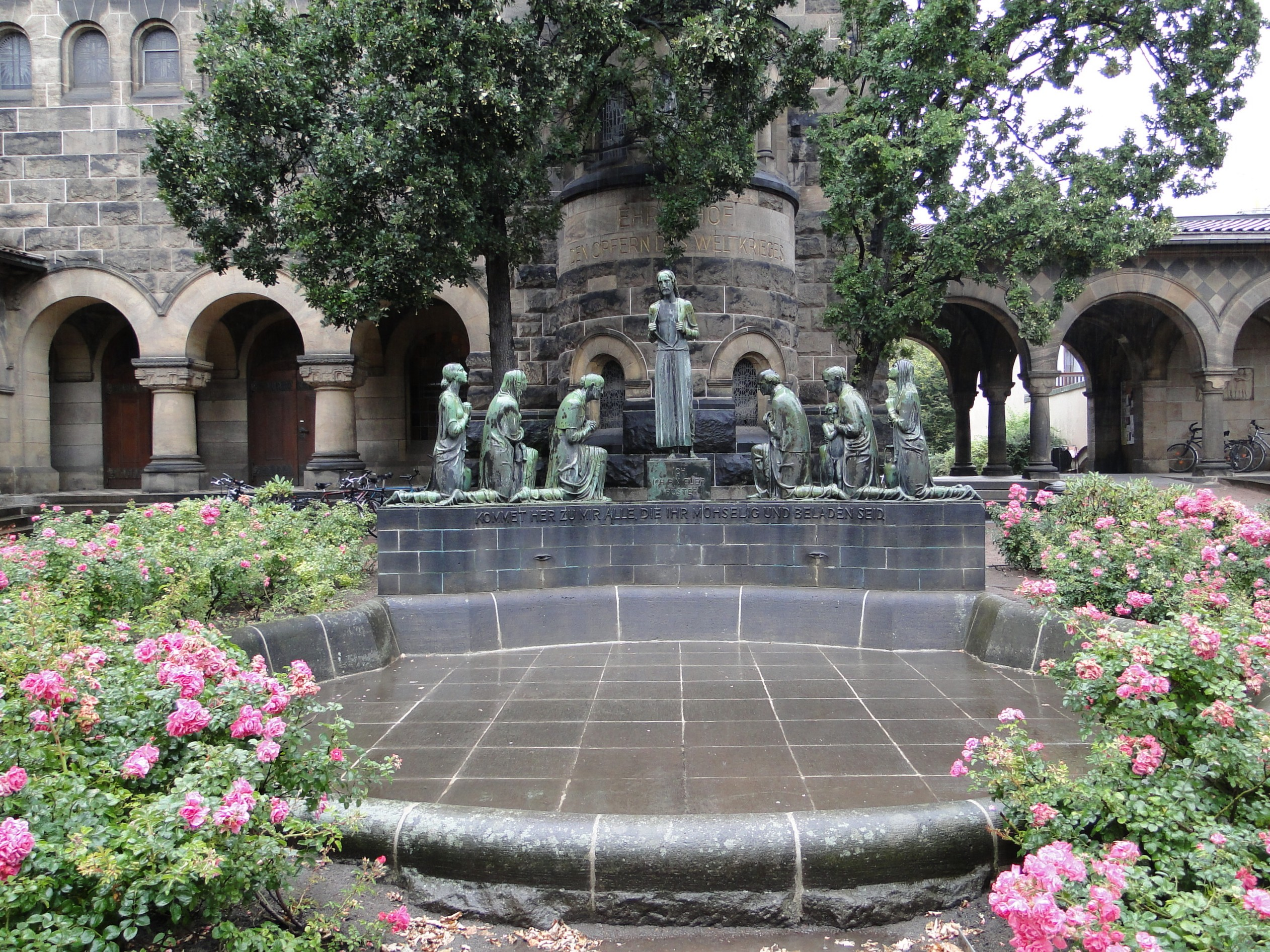
Brunnen der Versöhnungskirche, Dresden

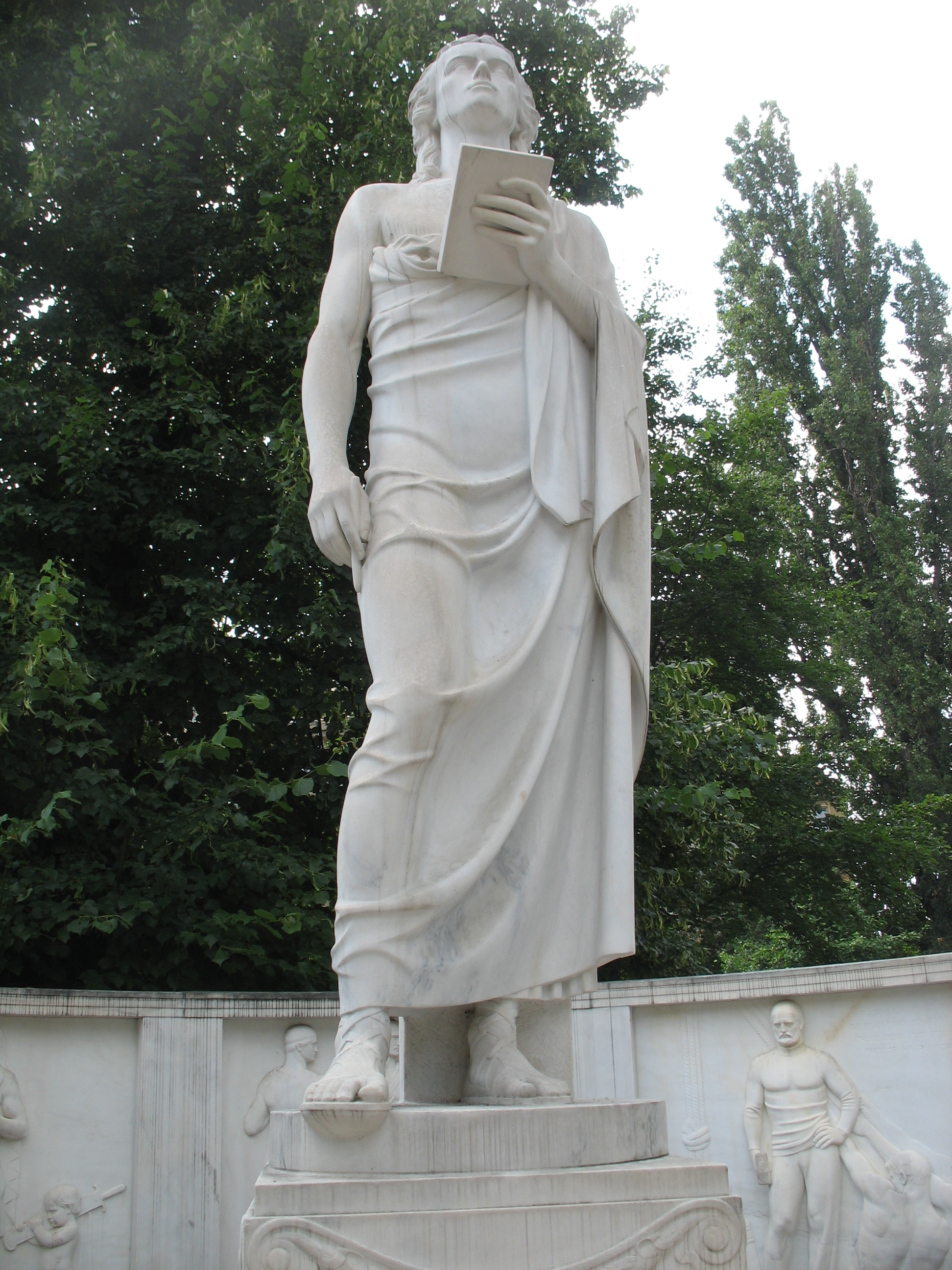
Schillerdenkmal in Dresden

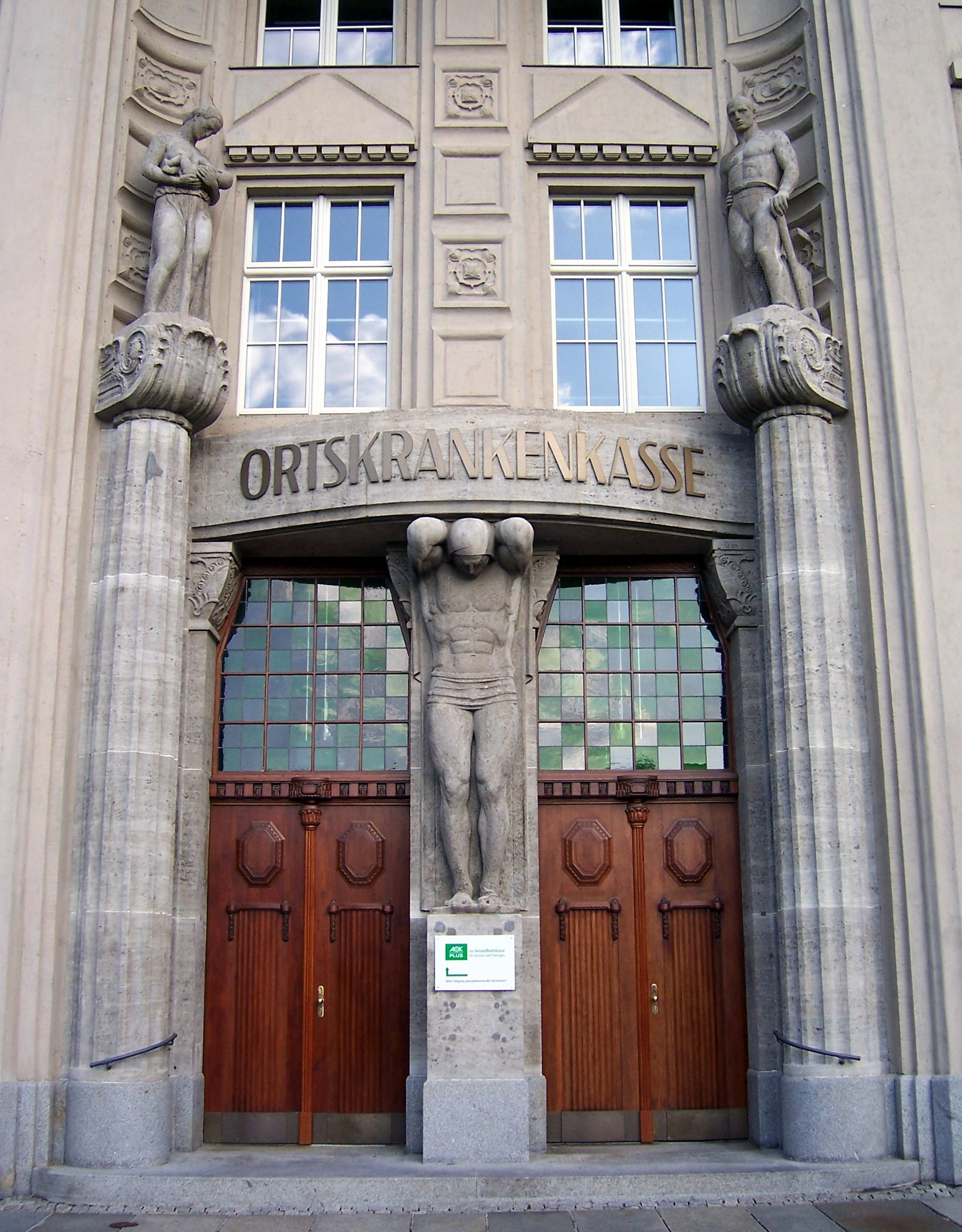
Figuren am Portal des AOK-Verwaltungsgebäudes in Dresden

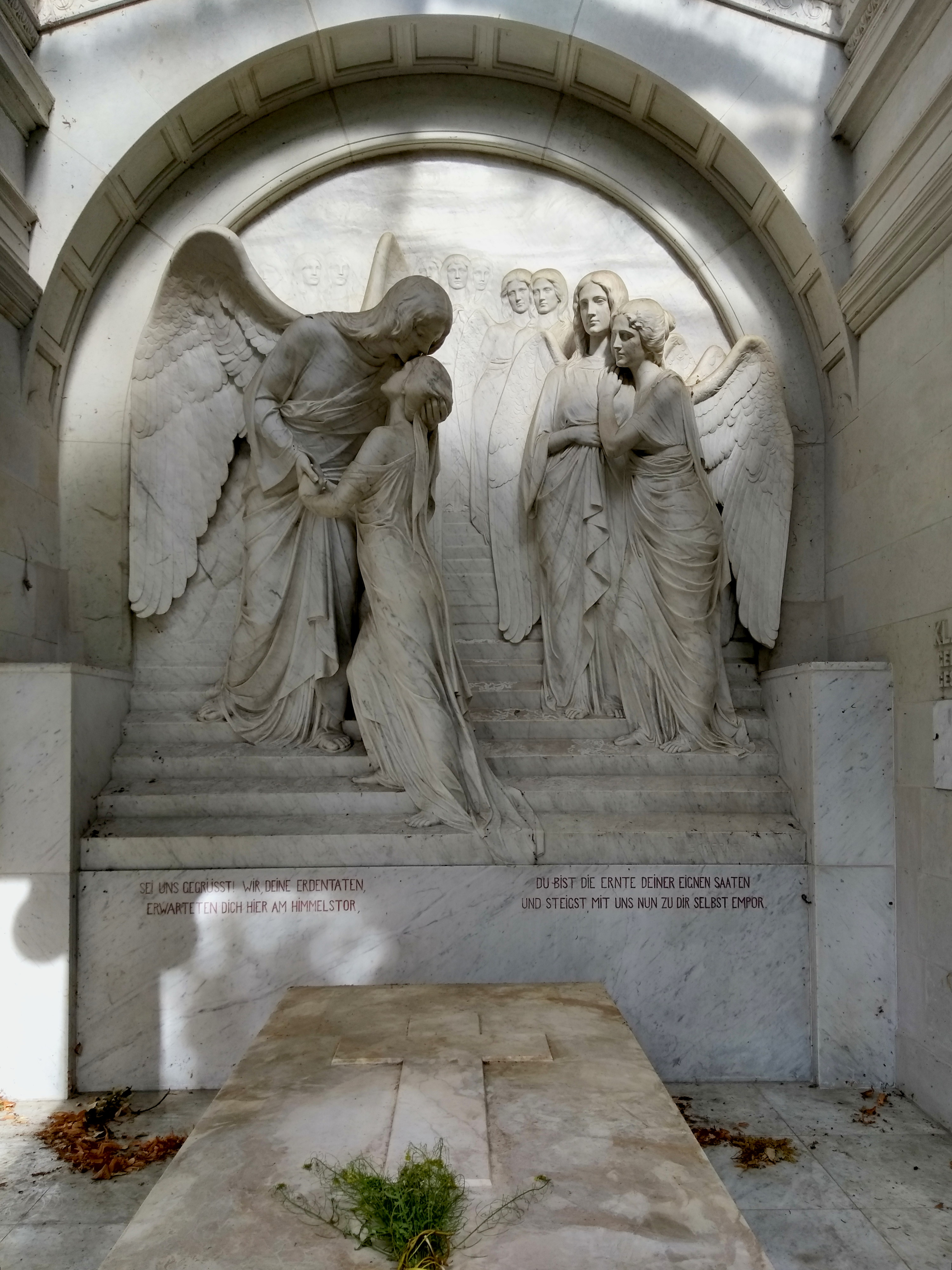
Plastikengruppe am Grabmal von Karl May in Radebeul

Selmar Werner war das dritte von zehn Kindern eines Bauern. Er kam zwar in Thiemendorf zur Welt, doch zog die Familie schon bald nach Gera, wo Werner zur Schule ging. Nach der Schulzeit folgte in Gera eine vierjährige Tischlerlehre bei einem Holzschnitzer. Anschließend zog er nach Berlin und war dort als Kunsttischler für Möbelschnitzereien und als Stuckschnitzer tätig. Nebenher betrieb er Modellierstudien. Zeitweise arbeitete Werner bei Theodor Richard Thiele in Hamburg, der ihm zu einem Studium an der Kunstakademie in Dresden riet. Werner studierte schließlich von 1892 bis 1894 in Dresden; zu seinen Kommilitonen gehörten Ernst Barlach und Richard Suhr. Von 1894 bis 1896 war Werner Meisterschüler von Bildhauer Robert Diez. Durch dessen Vermittlung erwarb die Porzellanmanufaktur Meißen 1897 Werners Modell des Geigenden Zigeuners. Mehrfach wurde Werner während des Studiums ausgezeichnet.
Nach Ende seines Studiums machte sich Werner ab etwa 1898 selbständig. Sein Atelier lag damals an der Blasewitzer Straße 9 in Dresden-Johannstadt, neben der Trinitatiskirche. Er fertigte unter anderem Grabmäler (zum Beispiel das Grabmal Schreiber auf dem Südfriedhof Leipzig), Büsten (zum Beispiel von dem Architekten Wilhelm Kreis) und Bauplastiken (zum Beispiel die Giganten am Sächsischen Ständehaus, heute Sitz des Oberlandesgerichts Dresden). Von 1899 an wurden Werke von Werner mehrfach auf Ausstellungen in Dresden gezeigt.
Nach 1900 entstanden mehrere Porträtbüsten, zum Beispiel von den Malern Hans Unger (1903) und Gotthardt Kuehl (1908) sowie dem Sänger Carl Perron. Zu seinen Werken zählt auch die bekannte und vielkopierte Marmorbüste des Schriftstellers Karl May, der sein Freund und wesentlicher Förderer war. Werner hatte May bereits 1901 kennengelernt, als er von ihm den Auftrag erhielt, das Grabmal für Mays Freund Richard Plöhn zu schaffen, das später ein gemeinsames Erbbegräbnis mit den Mays werden sollte. Das Grabmal selbst schuf der Radebeuler Architekt Paul Ziller in Form eines griechischen Niketempels, von Werner ist die marmorne Figurengruppe „Engel empfangen eine irdische Seele“. Werner hielt sich, zusammen mit dem Maler und Illustrator der Karl-May-Bände Sascha Schneider und dem Architekten Wilhelm Kreis, häufig in Mays Villa Shatterhand in Radebeul auf. Auch eine im Karl-May-Museum ausgestellte Bronzebüste von Winnetou, vermutlich erst 1925 entstanden, und ein Ölporträt Mays hat Selmar Werner geschaffen. Sein Œuvre umfasst etwa 50 Porträtplastiken.
Anfang 1906 wurde Werner als Nachfolger von August Hudler Dozent für Bildhauerei an der Dresdner Kunstakademie; von 1907 bis 1927 wirkte er dort als Professor für Bildhauerei und Inhaber eines Meisterateliers. Selmar Werner war ein frühes Mitglied des Deutschen Künstlerbundes. Sein Name findet sich 1906 im Mitgliederverzeichnis zur dritten DKB-Jahresausstellung im Großherzoglichen Museum in Weimar. In den Jahren 1908 bis 1911 entwarf Selmar Werner Bronzefiguren der vier Evangelisten für die Zionskirche in Dresden; die Kirche wurde im Zweiten Weltkrieg bis auf die Umfassungsmauern zerstört, eine monumentale Kreuzigungsgruppe Werners an der Kirchenfassade blieb jedoch erhalten. 1909 war er Gründungsmitglied der Künstlervereinigung Dresden. Ab 1910 hatte Werner ein Atelier in Graupa, lebte jedoch weiterhin in Dresden. Für das Portal der Kirche seines Heimatortes schuf er ein Tympanon mit dem Thema „Lasset die Kindlein zu mir kommen“. Das Schillerdenkmal aus weißem Laaser Marmor in der Dresdner Neustadt, dessen Architektur von Oswin Hempel entworfen wurde, gilt als das Hauptwerk Werners; es wurde am 9. Mai 1914 der Öffentlichkeit übergeben.
Im Jahr 1915 heiratete Werner die 24-jährige Schauspielerin Selma Martha Lorenz, damals unter dem Künstlernamen Lotte Lorenz bekannt. In den 1920er-Jahren schuf Werner weitere Bronzefiguren und Denkmäler, wie zum Beispiel das Denkmal der Märzgefallenen in Gera sowie 1928 eine bronzene Jesusfigur am den Opfern des Ersten Weltkrieges gewidmeten Mahnmalbrunnen der Versöhnungskirche in Dresden-Striesen. Im Jahr 1924 wurde Werner aus Geldmangel der Dresdner Kunstakademie in den Vorruhestand versetzt und 1930 emeritiert.
In der Zeit des Nationalsozialismus war Werner Mitglied der Reichskammer der bildenden Künste. Für diese Zeit ist seine Teilnahme an zehn großen Ausstellungen sicher belegt, u. a. 1939 und 1941 die Große Deutsche Kunstausstellung in München.
Sein Dresdner Atelier in der Fürstenstraße (heute Fetscherstraße) 80 wurde 1945 bei der Bombardierung der Stadt zerstört. Er zog nach Kriegsende endgültig nach Graupa. Eines seiner letzten Werke ist eine 1952 entstandene Madonna für das Grab des 1951 verstorbenen Karl-May-Verlagsleiters Euchar Albrecht Schmid. Werner wurde im Familiengrab Werner auf dem Südfriedhof in Gera beigesetzt.
Nach Werner ist die Prof.-Werner-Straße im Pirnaer Ortsteil Graupa benannt.

## Schüler von Selmar Werner (Auswahl)
Selmar Werner bildete rund 70 Schüler aus. Zu ihnen gehörten:
- Rudolf Löhner (1890–1971): 1908–1911
- Christoph Voll (1897–1939): 1919–1923
- Hermann Geibel (1889–1972)

## Werke (Auswahl)
- um 1900: Reichsadler-Relief mit der „Schlange der Zwietracht“ für den Bismarckturm in Eisenach (Architekt: Wilhelm Kreis)
- 1902: Standbilder im Burschenschaftsdenkmal auf der Göpelskuppe bei Eisenach (Architekt: Wilhelm Kreis)
- um 1904: Grabmal Klencke auf dem Johannisfriedhof in Dresden
- um 1906: Trägerfiguren am Ständehaus in Dresden (Architekt: Paul Wallot)

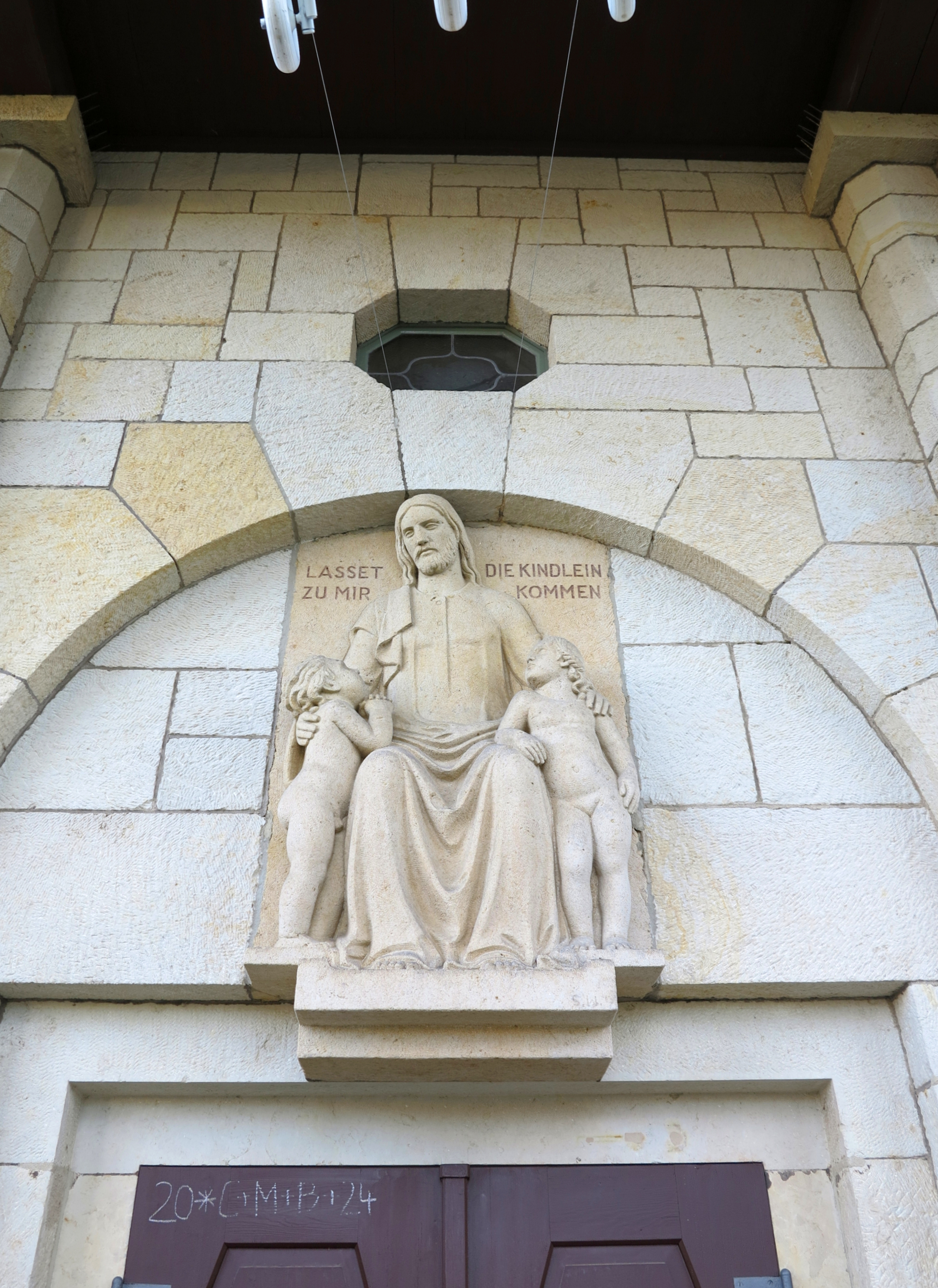
Über dem Eingang zur ev. Kirche in Graupa ist Jesus mit den Kindern dargestellt.

- Über dem Eingang zur ev. Kirche in Graupa ist Jesus mit den Kindern dargestellt.1909: Christusfigur am Eingang der evangelischen Kirche in Graupa (Architekt: Rudolf Kolbe)
- 1910: Apostelfiguren und Kreuzigungsgruppe für die Zionskirche in Dresden (Architekten: Schilling & Graebner)
- 1909: Bronze-Standbild Friedrichs des Streitbaren in Ehrenfriedersdorf
- 1912: Marmorrelief am May-Grabmal in Radebeul
- 1913: drei Portalfiguren am AOK-Verwaltungsgebäude in Dresden (Architekten: Schilling & Graebner)
- 1914: Schillerdenkmal am Albertplatz in Dresden-Neustadt (Architekt: Oswin Hempel)
- 1921: Gefallenendenkmal in Gera
- um 1928: Ehrenbrunnen bei der Versöhnungskirche in Dresden
- um 1938: Arbeitspferd (Bronze; 1939 auf der Großen Deutsche Kunstausstellung)[7]
- um 1940: Gürtelringkämpfer (Halbfigur; 1941 auf der Großen Deutsche Kunstausstellung)[8]
- um 1952: Figur für das Grabmal Schmid in Bamberg